# Julius Corentin Acquefacques
Julius Corentin Acquefacques, prisonnier des rêves est une série de bande dessinée créée par Marc-Antoine Mathieu et nommée d'après son personnage principal.

## Présentation
Julius Corentin Acquefacques est un personnage évoluant dans un univers en noir et blanc, dans lequel les règles du récit en bande dessinée (parfois changeantes) peuvent influer directement sur la vie des habitants. Dans chaque tome, le personnage est confronté à une nouvelle anomalie dans le récit, qui bouleverse ses habitudes.
Acquefacques est l'envers phonétique de Kafka, l'écrivain tchèque célèbre pour son univers absurde, onirique et angoissant (Le Procès, Le Château)[réf. nécessaire].
Dans cette série, l'auteur interroge le medium lui-même en en faisant un élément du récit ; par exemple dans le tome 4, Marc-Antoine Mathieu crée deux récits qui se « rejoignent » au centre de l'album, la BD possédant deux couvertures inversées : « le début de la fin » et « la fin du début ».

## Albums
- Tome 1 : L'Origine (1990) Alph' Art Coup de cœur 1991
- Tome 2 : La Qu... (1991)
- Tome 3 : Le Processus (1993) Alph' Art du meilleur scénario 1994[1]
- Tome 4 : Le Début de la fin (1995)
- Tome 5 : La 2,333e Dimension (2004)
- Tome 6 : Le Décalage (2013)
- Tome 7 : L'Hyperrêve (2020)

### Éditeurs
- Delcourt : Tomes 1 à 7 (première édition des tomes 1 à 7).